# Pleuraphodius letabus
Pleuraphodius letabus är en skalbaggsart som beskrevs av Bengt-Olof Landin 1956. Pleuraphodius letabus ingår i släktet Pleuraphodius och familjen Aphodiidae. Inga underarter finns listade i Catalogue of Life.